# Sulejman Çelebi
Sulejman Çelebi (ur. ok. 1377 r., zm. 1410 lub 1411) – sułtan osmański w latach 1402–1410/1411.

Mapa południowych Bałkanów oraz zachodniej Anatolii w 1410

## Życiorys
Sulejman był najstarszym synem sułtana Bajazyda I Błyskawicy. W 1402 r. podczas zakończonej klęską bitwy pod Ankarą jego ojciec został wzięty do niewoli przez Tamerlana (zmarł w niej w następnym roku). Sulejman zbiegł wówczas z pola bitwy do Bursy, a następnie do Adrianopola i ogłosił się nowym sułtanem. Nie zdołał jednak przejąć władzy w całym imperium osmańskim z powodu oporu swoich młodszych braci, Isy, Mehmeda oraz Musy, którzy opanowali rozległe jego obszary w Anatolii. Co więcej, odpierając atak węgierski Sulejman dopuścił też do utraty Bursy; zasięg jego władzy ograniczał się wówczas tylko do europejskiej części imperium – Rumelii.
W tej sytuacji sprzyjający zresztą chrześcijanom Sulejman sprzymierzył się w 1403 r. z cesarzem bizantyjskim Manuelem II Paleologiem. Zrezygnował z oblężenia Konstantynopola prowadzonego od lat przez swego ojca, a nawet oddał Janowi Paleologowi Saloniki. Wkrótce potem na jego dwór zbiegł Isa, wyparty z Bursy przez Musę. Sulejman wysłał go z powrotem do Anatolii. Tym razem w swojej służbie, a gdy Isa poległ, sam wyruszył w celu pokonania Mehmeda oraz Musy (1404). Odnosił tam kolejne sukcesy, zdobywając Bursę, Izmir i Ankarę. Mehmed zdołał jednak wysłać Musę do Rumelii, gdzie ten, mając wsparcie hospodara wołoskiego Mirczy Starego oraz wykorzystując niezadowolenie ludności oraz urzędników z twardych rządów Sulejmana i jego arogancji, odnosił coraz większe sukcesy. Sulejman powrócił do europejskiej części imperium, jednak jego wojska zostały przez Musę rozgromione, a sam Sulejman zginął podczas ucieczki do Konstantynopola (1410 lub 1411).